# Circourt
Circourt è un comune francese di 95 abitanti nel dipartimento dei Vosgi, regione del Grande Est.

## Società

### Evoluzione demografica
Abitanti censiti